# Ștefan Cicio Pop
Ștefan Cicio Pop (n. 1 aprilie 1865, Șigău, Cluj – d. 16 februarie 1934, Conop, Arad) a fost avocat și un om politic român, membru al PNR și mai apoi vicepreședinte al PNȚ, deputat român în Dieta de la Budapesta, participant activ la Marea Unire din 1918, Președinte al Consiliului Național Central Român, vicepreședinte al Marii Adunări Naționale de la Alba Iulia, membru al Consiliului Dirigent deținând portofoliul apărării și al internelor. Ministru de Stat pentru Transilvania, în Guvernul Alexandru Vaida-Voievod (5 decembrie 1919 - 12 martie 1920) precum și ministru de externe (9 ianuarie – 13 martie 1920) în același guvern, Prim Ministru ad interim. În cursul guvernărilor Iuliu Maniu a deținut funcția de președinte al Adunării Deputaților (23 decembrie 1928-30 aprilie 1931 și 10 august 1932-18 noiembrie 1933).

## Biografie
Ștefan Cicio Pop s-a născut în satul Șigău, lângă Dej, la 1 aprilie 1865. Rămas orfan de mic copil a fost adoptat și crescut de către un unchi al său, Vasile Pop din Gherla. Școlile primare le-a făcut la Dej, iar cele medii la Liceul Maghiar de Stat din Dej și la Liceul Maghiar de Stat din Sibiu. A urmat cursurile universitare la Budapesta și Viena, unde a studiat științele juridice. În 1891 a obținut doctoratul în drept și s-a dedicat avocaturii stabilindu-se la Arad.
Ștefan Cicio Pop s-a căsătorit cu Eugenia Macavei, cu care a avut cinci copii: Ana (1897-1981), căsătorită cu Aureliu Birtolonu, Vasile Ștefan (1899-1975), Zoe Maria Sofia (1902-1986), căsătorită cu Constantin Dobrescu, Alexandru Eugen Tiberiu (1904-1978) și Liviu (1912-1990).

## Activitate politică
Deja ca tânăr avocat a participat la Conferința de la Haga, unde a susținut cauza românilor din Ardeal. După stabilirea sa la Arad, devine membru al Partidului Național Român și se implică cu toată forța în susținerea cauzei românilor transilvăneni. În 1894 a fost principalul avocat al Memorandiștilor, în procesul intentat acestora de către autoritățile maghiare. În urma intervenției regelui Carol I al României pe lângă împăratul Franz Iosif, obține un răsunător succes, memorandiștii fiind achitați. A fost un temut susținător al cauzei țăranilor din Arad și un avocat al apărării în procesele de presă înaintate românilor de către stăpânirea maghiară de atunci. La vârsta de 40 de ani, în 1905, este ales deputat de Șiria, în Dieta Ungariei, unde susține cu consecvență timp de 14 ani cauza românilor din Transilvania. În 24 septembrie 1906 a fost condamnat la Cluj de autoritățile maghiare la 3 luni de temniță și o amendă de 800 coroane pentru două articole publicate în "Libertatea" care contraveneau politicii oficiale austro-ungare privind națiunea română din Transilvania.
În dimineața zilei de 31 octombrie 1918 la inițiativa deputaților PNR din Parlamentul de la Budapesta, la Budapesta s-a format Consiliul Național Central Român format din 6 membri ai PNR și din 6 socialiști români. La începutul lunii noiembrie Consiliul Național Român Central și-a stabilit sediul în orașul Arad, în locuința lui Ștefan Cicio Pop, care era și președintele noului organ politic, care la 20 noiembrie 1918 a decis convocarea Marii Adunări Naționale de la Alba Iulia, în vederea unirii cu Regatul României.
A participat la Marea Adunare de la Alba Iulia, pe care a condus-o în calitatea sa de președinte al Consiliului Național Român Central și vicepreședinte al Marii Adunări. A fost ales de Marea Adunare de la Alba Iulia ca membru al Marelui Sfat Național al Românilor din Transilvania, iar mai apoi, în 2 decembrie 1918, a fost ales membru al Consiliului Dirigent, ocupând funcția de vicepreședinte. În prima ședință a Consiliului Dirigent a devenit responsabil al sectorului apărării și internelor. Este desemnat, imediat după Unire, ministru fără portofoliu în Guvernul Regatului României, pentru a asigura, alături de Vasile Goldiș și Alexandru Vaida-Voevod, integrarea administrativă și legislativă a Transilvaniei în Regatul României.
În urma alegerilor din noiembrie 1919 PNR a obținut cel mai mare număr de aleși, cu 35% din locurile din parlament, procent insuficient pentru formarea guvernului. Cabinetul a rezultat dintr-o alianță între Partidul Național Român din Transilvania, Partidul Țărănesc din Transilvania, Partidul Democrat al Unirii din Bucovina, Partidul Țărănesc și Partidul Naționalist-Democrat din Vechiul Regat. Ștefan Cicio Pop a fost ales deputat în Parlamentul României, din partea PNR. Din partea PNR a fost desemnat Alexandru Vaida-Voevod cu formarea guvernului. Ștefan Cicio Pop a ocupat în cadrul cabinetului Vaida I funcția de ministru pentru Transilvania. Va fi numit ca și ministru de externe în 9 ianuarie 1920, funcție pe care o va ocupa până la căderea guvernului. În ultimele luni ale guvernului Vaida I a îndeplinit chiar funcția de președinte al Consiliului de Miniștri (prim-ministru), ad interim, ținând locul lui Alexandru Vaida-Voevod, care participa la negocierile de pace de la Paris.
În  anul 1926, în urma fuziunii cu PNR cu Partidul Țărănesc, se va fonda Partidul Național Țărănesc, iar Ștefan Cicio Pop este ales vicepreședinte al partidului.
În anul 1928 alegerile parlamentare au fost câștigate de către Partidul Național Țărănesc, iar Cicio Pop a fost desemnat de Partidul Național Țărănesc în funcția de președinte al Adunării Deputaților, demnitate pe care a ocupat-o de două ori. În 1933 a renunțat la activitatea politică și s-a retras la moșia sa de la Conop, județul Arad (interbelic), unde s-a stins un an mai târziu. A fost înmormântat cu onoruri de stat, în Arad, la ceremonie participând Iuliu Maniu, Ion Mihalache, Sever Bocu și premierul Gheorghe Tătărescu. Slujba de înmormântare a fost oficiată de episcopul unit Alexandru Nicolescu.

## Omagieri

### Numismatică
Cu prilejul Centenarului Unirii Transilvaniei cu România, la 26 noiembrie 2018, Banca Națională a României a pus în circulație, în atenția numismaților, un set de monede; pe aversul fiecăreia dintre monedele din set este gravată o prelucrare a unei fotografii de Samoilă Mârza, textele (în arc de cerc) ROMANIA și MAREA ADUNARE DE LA ALBA IULIA, valoarea nominală, stema României și milesimul (anul de emisiune) 2018. Pe reversul fiecărei monede sunt gravate efigiile lui Ștefan Cicio Pop, Gheorghe Pop de Băsești, Iuliu Maniu, Vasile Goldiș și Iuliu Hossu. Monedele de aur au valoarea nominală de 500 de lei (200 de exemplare), monedele de argint au valoarea nominală de 10 lei (200 de exemplare), iar cele de metal comun au valoarea nominală de 50 de bani (5.000 de exemplare), toate de calitate proof. Au fost emise, în același set de monede, 1.000.000 de monede de metal comun de calitate UNC (necirculate).

## Funcții politice

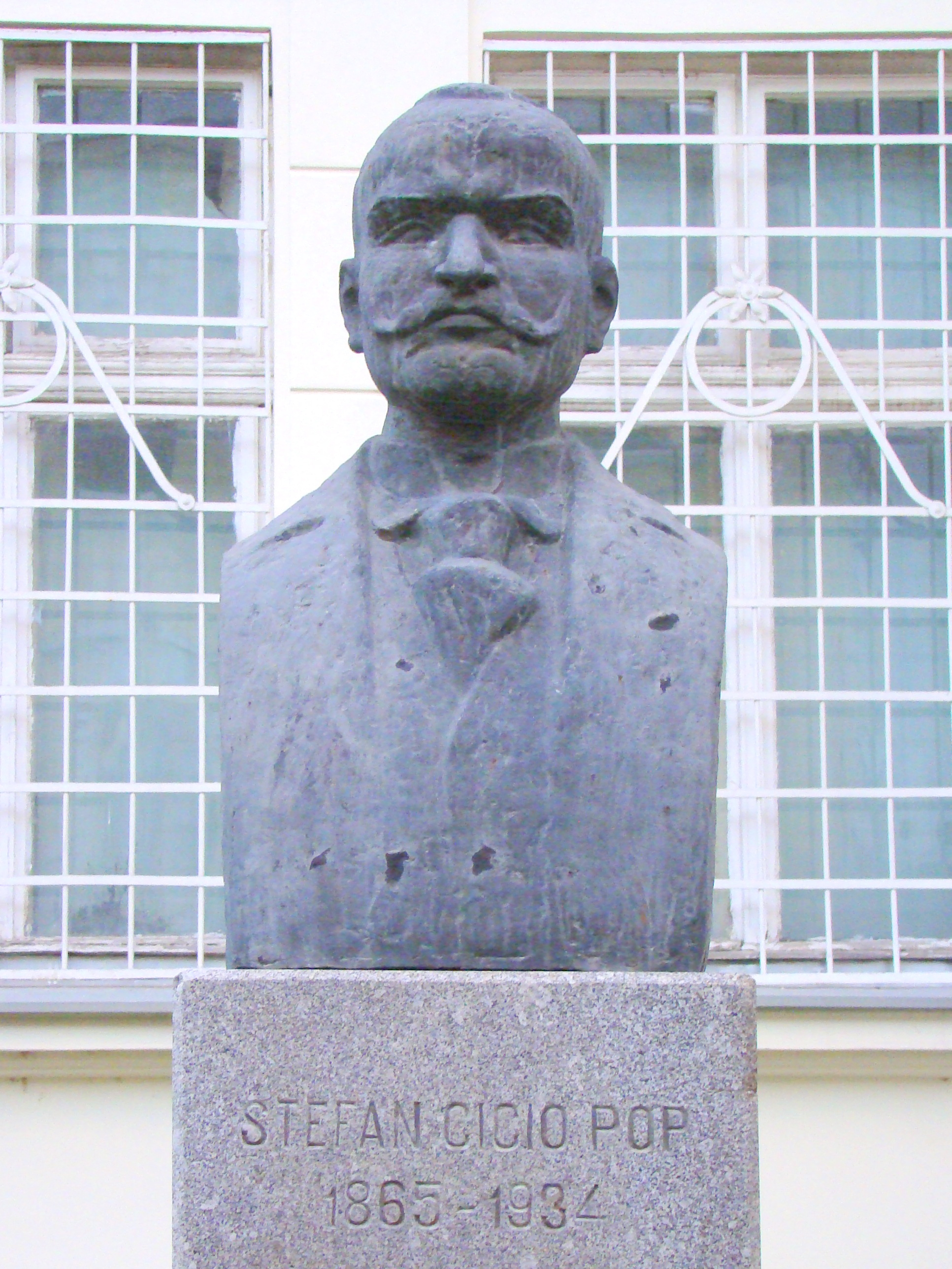
Bustul lui Ștefan Cicio Pop din Alba Iulia